# 218 Dywizja Piechoty (III Rzesza)
218 Dywizja Piechoty (niem. 218. Infanterie-Division) – niemiecka dywizja z czasów II wojny światowej, sformowana przez dowództwo Landwehry w Berlinie na mocy rozkazu z 26 sierpnia 1939 roku, w 3. fali mobilizacyjnej w III Okręgu Wojskowym.

## Struktura organizacyjna
- Struktura organizacyjna w sierpniu 1939 roku:
  - 323 pułk piechoty
  - 386 pułk piechoty
  - 397 pułk piechoty
  - 218 pułk artylerii
  - 218 batalion pionierów
  - 218 oddział rozpoznawczy
  - 218 oddział przeciwpancerny
  - 218 oddział łączności
  - 218 polowy batalion zapasowy
- Struktura organizacyjna we wrześniu 1944 roku:
  - 323 pułk grenadierów
  - 386 pułk grenadierów
  - 397 pułk grenadierów
  - 218 pułk artylerii
  - 218 batalion pionierów
  - 218 batalion fizylierów
  - 218 oddział przeciwpancerny
  - 218 oddział łączności
  - 218 polowy batalion zapasowy
- Struktura organizacyjna w grudniu  1944 roku:
  - 323 pułk grenadierów
  - 386 pułk grenadierów
  - 218 pułk artylerii
  - 218 batalion pionierów
  - 218 batalion fizylierów
  - 218 oddział przeciwpancerny
  - 218 oddział łączności
  - 218 polowy batalion zapasowy

## Dowódcy dywizji
- Generalleutnant Woldemar Freiherr von Grote (26 VIII 1939 – 1 I 1942)
- Generalleutnant Horst Freiherr von Uckermann (1 I 1942 –20 III 1943)
- Generalleutnant Victor Lang (20 III 1943 – 25 XII 1944)
- Generalmajor Ingo von Collani (25 XII 1944 – 1 V 1945)
- Generalleutnant Werner Ranck (1 V 1945 – 8 V 1945)